# Anna Gajdošová
Anna Gajdošová (* 10. února 1947) byla slovenská a československá politička, po sametové revoluci poslankyně Sněmovny národů a Sněmovny lidu Federálního shromáždění za Verejnosť proti násiliu, respektive za HZDS.

## Biografie
Ve volbách roku 1990 kandidovala za VPN do slovenské části Sněmovny národů (volební obvod Východoslovenský kraj). Mandát nabyla až dodatečně jako náhradnice v prosinci 1991. Mezitím se na jaře 1991 hnutí VPN rozpadlo a Gajdošová tak nastoupila do poslaneckého klubu jedné z nástupnických formací HZDS. Ve volbách roku 1992 přešla do Sněmovny lidu za HZDS. Ve Federálním shromáždění setrvala do zániku Československa v prosinci 1992.